# Pryskyřník hajní
Pryskyřník hajní (Ranunculus nemorosus) je druh rostliny z čeledi pryskyřníkovité (Ranunculaceae).

## Popis
Jedná se o vytrvalou rostlinu dorůstající nejčastěji výšky 20–60 cm s krátkým oddenkem. Lodyha je hlavně v dolní třetině odstále chlupatá, v horní části pak přitiskle chlupatá, vzpřímená. Listy jsou střídavé, přízemní jsou dlouze řapíkaté, lodyžní jsou s kratšími řapíky až přisedlé. Čepele přízemních listů jsou zpravidla hluboce trojdílná, jen zřídka pětidílná, úkrojky jsou široké, vejčitě kosníkovité, vpředu laločnětě zubaté. Lodyžní listy jsou podobné přízemním, všechny listy jsou oboustranně chlupaté. Květy jsou světle žluté, květní stopky jsou zřetelně podélně brázdité, nikoliv na průřezu oblé. Kališních lístků je 5, jsou úzce vejčité, vně chlupaté. Korunní lístky jsou světle žluté, široce vejčité, nejčastěji 8 –12 mm dlouhé. Kvete v květnu až v červenci. Plodem je nažka, která je asi 3–3,5 mm dlouhá, hladká a lesklá, na vrcholu zakončená krátkým zobánkem, který je výrazně kruhovitě zakřivený. Nažky jsou uspořádány do souplodí. Počet chromozómů je 2n=16.

## Rozšíření
Pryskyřník hajní je evropský druh. Roste na severu Pyrenejského poloostrova, přes Francii, Itálii, ve střední a jihovýchodní Evropě, na sever po Dánsko a Pobaltí, na východ po západní Ukrajinu.
V České republice se vyskytuje roztroušeně, je spíše chladnomilnější, proto je celkem častý spíš v chladnějších oblastech od pahrokatin do hor. V teplých oblastech roste málo nebo dokonce chybí, jako třeba na jižní a střední Moravě. Roste v lesních světlinách, lesních lemech i na loukách.